# Ahmed Hadid
Ahmed Hadid Al-Mukhaini (18 luglio 1984) è un ex calciatore omanita, di ruolo centrocampista.